# Plectris
Plectris är ett släkte av skalbaggar. Plectris ingår i familjen Melolonthidae.

## Dottertaxa tillPlectris, i alfabetisk ordning[1]
- Plectris abdominalis
- Plectris aberrans
- Plectris abnormalis
- Plectris acreensis
- Plectris acutesetosa
- Plectris aenea
- Plectris aeneicollis
- Plectris aeneofusca
- Plectris aeneomicans
- Plectris aeneorufa
- Plectris aenescens
- Plectris aequatorialis
- Plectris aerata
- Plectris afflicta
- Plectris ahena
- Plectris alboscutata
- Plectris albovittata
- Plectris aliena
- Plectris alternata
- Plectris alvarengai
- Plectris amabilis
- Plectris ambigua
- Plectris ambitiosa
- Plectris amoena
- Plectris andicola
- Plectris andina
- Plectris angerona
- Plectris angusta
- Plectris anomala
- Plectris antennalis
- Plectris antennata
- Plectris apicalis
- Plectris archidonensis
- Plectris argentata
- Plectris argentina
- Plectris atubana
- Plectris aulai
- Plectris bahiensis
- Plectris balthasari
- Plectris baraudi
- Plectris barbitarsis
- Plectris barda
- Plectris bicolor
- Plectris bilobata
- Plectris binotata
- Plectris blanchardi
- Plectris boliviensis
- Plectris bonariensis
- Plectris breiti
- Plectris breviceps
- Plectris brevicollis
- Plectris brevipes
- Plectris brevipilosa
- Plectris brevis
- Plectris brevisetosa
- Plectris brevitarsis
- Plectris brittoni
- Plectris bruchi
- Plectris burmeisteri
- Plectris calcarata
- Plectris caliginosa
- Plectris calva
- Plectris candezei
- Plectris caniventris
- Plectris castaneipennis
- Plectris cayennensis
- Plectris centralis
- Plectris ceylanica
- Plectris ciliata
- Plectris cinerascens
- Plectris cinereopilosa
- Plectris clypealis
- Plectris clypeata
- Plectris collarti
- Plectris comata
- Plectris conformis
- Plectris contaminata
- Plectris cordobana
- Plectris corrientensis
- Plectris corumbana
- Plectris corvicoana
- Plectris costulata
- Plectris coxalis
- Plectris crassa
- Plectris crassesetosa
- Plectris cucullata
- Plectris curta
- Plectris curticollis
- Plectris curtipilis
- Plectris curtisetis
- Plectris cuyana
- Plectris cylindrica
- Plectris cylindriformis
- Plectris decipiens
- Plectris decolorata
- Plectris delicatula
- Plectris denominata
- Plectris densaticollis
- Plectris densehirsuta
- Plectris densevestita
- Plectris depressicollis
- Plectris desiderata
- Plectris devillei
- Plectris difformis
- Plectris dimorpha
- Plectris distincta
- Plectris duplopilosa
- Plectris elongata
- Plectris emarginata
- Plectris endroedii
- Plectris eucalypti
- Plectris eusquamosa
- Plectris evansi
- Plectris excisiceps
- Plectris exigua
- Plectris fallax
- Plectris farinosa
- Plectris fassli
- Plectris festiva
- Plectris flavicornis
- Plectris flavohirta
- Plectris fulgida
- Plectris fulva
- Plectris fungicola
- Plectris fusca
- Plectris fuscoaenea
- Plectris fuscoviridis
- Plectris fuscula
- Plectris gaudichaudi
- Plectris gebieni
- Plectris glabrata
- Plectris glabripennis
- Plectris globulicollis
- Plectris goetzi
- Plectris gracilicornis
- Plectris grisea
- Plectris griseohirta
- Plectris griseopilosa
- Plectris griseosetosa
- Plectris griseovestita
- Plectris guayrana
- Plectris gutierrezi
- Plectris hellmichi
- Plectris herteli
- Plectris hispidula
- Plectris huedepohli
- Plectris imitans
- Plectris incana
- Plectris indigens
- Plectris inopinata
- Plectris integrata
- Plectris intermixta
- Plectris juengeri
- Plectris juncea
- Plectris junceana
- Plectris katovichi
- Plectris kirschi
- Plectris kochi
- Plectris kriegi
- Plectris kulzeri
- Plectris kuntzeni
- Plectris laevipennis
- Plectris laevis
- Plectris laeviscutata
- Plectris lanata
- Plectris laticeps
- Plectris lepida
- Plectris lignicola
- Plectris lignicolor
- Plectris ligulata
- Plectris lindneri
- Plectris lineatocollis
- Plectris lobaticeps
- Plectris lobaticollis
- Plectris lojana
- Plectris longeantennata
- Plectris longiclava
- Plectris longicornis
- Plectris longitarsis
- Plectris longula
- Plectris luctuosa
- Plectris maculata
- Plectris maculicollis
- Plectris maculifera
- Plectris maculipennis
- Plectris maculipyga
- Plectris maculosa
- Plectris magdalenae
- Plectris mandli
- Plectris marmorea
- Plectris martinezi
- Plectris martinicensis
- Plectris meridana
- Plectris metallescens
- Plectris metallica
- Plectris micans
- Plectris minuta
- Plectris molesta
- Plectris montana
- Plectris moseri
- Plectris murina
- Plectris mus
- Plectris muscula
- Plectris neglecta
- Plectris nigrita
- Plectris nigritula
- Plectris nitidicollis
- Plectris niveoscutata
- Plectris nuda
- Plectris nudicollis
- Plectris obsoleta
- Plectris obtusa
- Plectris obtusioides
- Plectris obtusior
- Plectris ocularis
- Plectris ohausi
- Plectris ohausiana
- Plectris ohausiella
- Plectris olivierai
- Plectris opacula
- Plectris ophthalmica
- Plectris ornaticeps
- Plectris ornatipennis
- Plectris orocuensis
- Plectris palpalis
- Plectris panamaensis
- Plectris paraensis
- Plectris paraguayensis
- Plectris parallela
- Plectris paranensis
- Plectris parcesetosa
- Plectris parumsetosa
- Plectris pauloana
- Plectris pavida
- Plectris pedestris
- Plectris pelliculata
- Plectris penaella
- Plectris penai
- Plectris pentaphylla
- Plectris pereirai
- Plectris perplexa
- Plectris pexa
- Plectris picea
- Plectris pilicollis
- Plectris pilifera
- Plectris pilosa
- Plectris pilosula
- Plectris pinsdorfi
- Plectris piottii
- Plectris plaumanni
- Plectris plaumanniella
- Plectris podicalis
- Plectris postnotata
- Plectris praecellens
- Plectris primaria
- Plectris prolata
- Plectris pruina
- Plectris pubens
- Plectris pubera
- Plectris puberoides
- Plectris pubescens
- Plectris pusio
- Plectris putida
- Plectris pygmaea
- Plectris quinqueflabellata
- Plectris reitteri
- Plectris reticulata
- Plectris riodejaneiroensis
- Plectris riveti
- Plectris roeri
- Plectris rorida
- Plectris rubescens
- Plectris ruffoi
- Plectris ruficollis
- Plectris rufina
- Plectris rugiceps
- Plectris rugipennis
- Plectris rugulosa
- Plectris rugulosipennis
- Plectris santaecrucis
- Plectris santosana
- Plectris sarana
- Plectris schereri
- Plectris schneblei
- Plectris scopulata
- Plectris sculpterata
- Plectris sculptipennis
- Plectris scutalis
- Plectris scutellaris
- Plectris sequela
- Plectris sericea
- Plectris setifera
- Plectris setisparsa
- Plectris setiventris
- Plectris setosa
- Plectris setosella
- Plectris setulifera
- Plectris signaticollis
- Plectris signativentris
- Plectris similis
- Plectris sinuaticeps
- Plectris sordida
- Plectris sororia
- Plectris sparsecrinita
- Plectris sparsepilosa
- Plectris sparsepunctata
- Plectris sparsesetosa
- Plectris spatulata
- Plectris splendens
- Plectris splendida
- Plectris squalida
- Plectris squamiger
- Plectris squamisetis
- Plectris subaenea
- Plectris subcarinata
- Plectris subcostata
- Plectris subdepressa
- Plectris subglabra
- Plectris sulcicollis
- Plectris suturalis
- Plectris tacoma
- Plectris talinay
- Plectris tarsalis
- Plectris tenebrosa
- Plectris tenueclava
- Plectris tenuevestita
- Plectris tessellata
- Plectris tetraphylla
- Plectris teutoniensis
- Plectris tolimana
- Plectris tomentosa
- Plectris tricostata
- Plectris tristis
- Plectris truncata
- Plectris tuberculata
- Plectris tucumana
- Plectris umbilicata
- Plectris umbrata
- Plectris unidens
- Plectris validior
- Plectris variegata
- Plectris variipennis
- Plectris vauriella
- Plectris vestita
- Plectris vicina
- Plectris vilis
- Plectris villiersi
- Plectris violascens
- Plectris virescens
- Plectris viridifusca
- Plectris viridimicans
- Plectris vitticollis
- Plectris vittipennis
- Plectris wittmeri
- Plectris witzgalli
- Plectris wolfrumi
- Plectris vonvolxemi
- Plectris yungasa
- Plectris zikani
- Plectris zischkaella
- Plectris zischkai